# Мадонская операция
Мадонская операция или Лубанско-Мадонская операция — фронтовая наступательная операция войск 2-го Прибалтийского фронта, проведённая 1—28 августа 1944 года; часть Прибалтийской операции во время Великой Отечественной войны.

## План операции и силы сторон
В соответствии с директивой Ставкой Верховного Главнокомандования СССР от 4 июля 1944 года, после овладения Резекне и Даугавпилсом войскам 2-го Прибалтийского фронта (командующий генерал армии А. И. Ерёменко) предстояло наступать в общем направлении на Ригу. Для этого штаб фронта заблаговременно спланировал Мадонскую операцию, на первом этапе которой необходимо было преодолеть Лубанскую низменность и выйти на рубеж Мадона, Плявиняс.
Лубанская низменность простирается в меридиональном направлении на десятки километров, начинаясь на севере у городов Гулбене, Балвы и достигала реки Даугавы. Ширина её превышает 50 километров, почти в самом центре находится озеро Лубанс. Это почти сплошь заболоченная местность с отдельными небольшими возвышенностями и почти отсутствующими дорогами.
В этом месте находился стык немецких 16-й армии и 18-й армии (командующие соответственно генерал пехоты Карл Гильперт и генерал пехоты Эренфрид Беге) группы армий «Север» (командующий генерал-полковник Фердинанд Шёрнер). Саму низменность немецкое командование считало непроходимым для войск, а для предотвращения её обхода заранее устроило мощные оборонительные полосы на флангах и там, где заболоченная равнина была более или менее проходима. В полосе действий 2-го Прибалтийского фронта немцы имели 10 дивизий и 5 отдельных полков, а также в резерве в районе Мадоны армейский корпус СС и пехотный полк. Заранее подготовленный оборонительный рубеж восточнее Мадоны — Плявиняс был занят немецкими войсками.
Командующий 2-м Прибалтийским фронтом А. И. Ерёменко вынужден был основные усилия направить в её обход, но вместе с тем решил выделить и подготовить довольно значительные силы для наступления непосредственно по заболоченной местности, обходя укреплённые позиции противника. Мадонская операция должна была начаться сразу после Режицко-Двинской операции. Согласно новой директиве Ставки Верховного Главнокомандования СССР от 28 июля 1944 года, войска фронта должны были не позже 2 августа 1944 года овладеть рубежом Голгауска, Мадона, Крустпилс, а не позднее 10 августа овладеть Ригой и выйти на побережье Рижского залива. Фронт имел в своем составе 390 000 солдат и офицеров.
Готовясь к Мадонской операции в ходе непрерывного наступления предыдущей Режицко-Двинской операции, А. И. Ерёменко приказал всем командующим армиями своего фронта вывести в резерв по одному стрелковому корпусу, пополнить их личным составом и вооружением, чтобы ввести их в бой после овладения рубежом Резекне, Даугавпилс, стремительно продвигаться вперед и начать форсирование Лубанской низменности. Этот замысел был осуществлён. Выделенные соединения после освобождения Резекне и Даугавпилса без паузы (28 — 31 июля) продвинулись вперед на 25 — 30 километров и перенесли свои действия на Лубанскую низменность. В ответ немецкое командование дополнительно ввело в бой 19-ю латышскую пехотную дивизию СС.

## Первый этап операции: форсирование Лубанской низменности
Приказ фронта на операцию был подписан 29 июля 1944 года, передышка между операциями отсутствовала. Фактически уже с 30 июля армии фронта решали задачи Мадонской операции, хотя официально датой её начала считается 1 августа. В соответствии с её замыслом 10-я гвардейская, 3-я ударная и 4-я ударная армии с непрерывными боями преодолевали труднопроходимую лесисто-болотистую Лубанскую низменность и отражали контратаки противника. К исходу 31 июля войска продвинулись от 3 до 6 километров и овладели городом Ливаны. 22-я армия наступала по долине реки Даугавы.
На первом этапе наибольшего успеха добилась 10-я гвардейская армия: она вышла к 31 июля 1944 года на рубеж реки Падедзе и в ночь на 1 августа форсировала её. Было перерезано шоссе Лубана — Балвы. Продвинувшись ещё до 10 километров, 2 августа войска армии овладели городом Варакляны, 3 августа — городом Баркава. В течение 5 — 6 августа с напряженными боями 10-я гвардейская армия увеличила прорыв до 16 километров по фронту и вышла на восточный берег реки Гауя, захватив исправный железнодорожный мост и плацдарм на её западном берегу в районе северо-западнее Платес.
3-я ударная армия поддерживала наступление в северо-западной части Лубанской низменности на рубеже железной дороги Крустпилс — Варакляны, где с боями преодолевала большие болота. 6 августа она овладела крупным узлом сопротивления Одзиена, форсировала реку Айвиексте.
Примерно в таких же условиях действовала и 22-я армия на левом фланге фронта. В её составе успешно действовал 130-й Латышский стрелковый корпус. 7 августа его части отрезали и окружили группировку противника в районе города Крустпилс, а на следующий день при содействии 5-го танкового корпуса полностью уничтожили её и освободили этот город. Только пленных в нём было захвачено свыше 500 человек. Однако и советские войска там понесли значительные потери: в частности, в бою погибли командующий артиллерией 22-й армии генерал-майор С. П. Куприянов, начальник бронетанковых войск 22-й армии полковник С. Г. Газеев, командующий артиллерией 130-го Латышского стрелкового корпуса полковник Г. К. Шарикалов.
В боях под Крустпилсом отличился командир стрелковой роты, гвардии капитан Михаил Орлов, который с группой разведчиков перерезал шоссе Крустпилс-Резекне в районе станции Межаре и, будучи смертельно ранен, до последнего руководил действиями своих подчинённых.  Под его руководством они вырвались из окружения и заняли позицию возле железной дороги, удерживая её до подхода основных сил батальона.
Войска 4-й ударной армии 1 августа освободили город Ливаны, но затем её темпы наступления оказались крайне низкими.
К вечеру 7 августа Лубанская низменность была в целом преодолена. 7 августа 93-й гвардейский полк 29-й гвардейской дивизии 10-й гвардейской армии смелым броском вышел на железную и шоссейную дороги и перерезал их в 6 километрах северо-восточнее Мадоны. Противник бросил против него значительные силы, отбросил в ходе ожесточенной контратаки с занятого рубежа и отрезал его от главных сил. Почти сутки полк под командованием гвардии майора И. М. Третьяка (впоследствии стал генералом армии) самоотверженно оборонялся и продержался до подхода главных сил. В этот день удалось освободить станции Лубана и Майраны. Медленное продвижение с упорными боями продолжалось и в последующие дни.
9 августа части армии перерезали железную дорогу Гулбене — Мадона. 12 августа был взят населённый пункт Лаздона и части 10-й гвардейской армии вышли на окраины Мадоны, превращённой в мощный узел сопротивления. В течение ночи город был практически полностью окружен другими дивизиями армии, а днём 13 августа взят мощным одновременным штурмом с трёх сторон.
За период боев в Лубанской низменности и на подступах к Мадоне были разгромлены немецкая 263-я пехотная дивизия, вновь подброшенные 32-я пехотная дивизия и 227-я пехотная дивизия и остатки 19-й латышской пехотной дивизии СС, усиленные девятью специальными батальонами. В бой вводились новые части, в том числе 24-я немецкая пехотная дивизия. Войска фронта за 10 дней преодолели с боями Лубанские болота, овладели сильно укреплёнными пунктами противника, освободили 7 городов.

## Второй этап операции: попытки наступления на Ригу
14 августа А. И. Ерёменко решил перенести направление главного удара фронта, перебросил 130-й Латышский стрелковый корпус в район Граудите — Вевере. 17 августа корпус перешёл в наступление, в первый день прорвал оборону противника и с ходу форсировал три реки. Была освобождена крупная станция Калснава. К 24 августа в районе Виеталвы войска перешли к обороне.
На остальных участках фронта после овладения Мадоной советские войска с большим трудом добились незначительного продвижения и прорвать оборонительный рубеж Мадона — Плявиняс не смогли. Только 17 — 18 августа удалось занять крупный населённый пункт Эргли, уничтожить крупную группировку (до 2 500 убитых и пленных) и продвинуться на 25 километров. Но этот успех оказался единственным. Немецкое командование постоянно предпринимало мощные контратаки, иногда по 4 — 6 в сутки на одном направлении, и даже потеснило советские войска у Эргли местами до 3 километров. С 28 августа войска фронта перешли к обороне для подготовки решительного наступления на Ригу.

## Итоги операции
Почти за месяц упорных боёв войска фронта продвинулись до 90 километров, из них 50 — по непрерывным болотам Лубанской низменности. По оценке советского командования, было уничтожено более 20 000 немецких солдат, а также захвачено 1782 пленных, 103 миномёта, 184 орудия, 10 танков. Противник был вынужден ввести в сражение 5 пехотных дивизий с других участков фронта.
Потери войск фронта составили 14 669 человек — безвозвратные и 50 737 человек — санитарные.
Особенностями Мадонской операции были крупномасштабные действия в болотистой местности. Хотя немецкому командованию не удалось остановить в болотах советское наступление, оно смогло значительно замедлить его темпы и в итоге измотать наступавшие войска. Немцы широко применяли создание опорных пунктов обороны на возвышенностях и перекрестках дорог, укрепленные рубежи по берегам многочисленных рек, ведение массированного артиллерийско-миномётного огня с господствующих высот. Массово использовались сильные арьергарды для прикрытия отхода своих войск и занятия очередного рубежа в глубине обороны.
Советское командование широко применяло обходы по болотистым топям и перенос основных ударов на новые направления. Велось массовое строительство гатей. Всё это обеспечило форсирование низменности, но очень небольшими темпами, которые в среднем не превышали 2 — 4 километров в сутки и только в самые удачные дни составляли до 10 — 15 километров на отдельных направлениях. На исходный рубеж для нанесения удара по Риге войска 2-го Прибалтийского фронта вышли с опозданием почти на месяц от плана Ставки.